# Theodosius 2.
Theodosius 2. (latin: Flavius Theodosius Junior Augustus; 10. april 401 – 28. juli 450) var østromersk kejser i perioden 408-450. Han var søn af Kejser Arcadius. Hans navn er knyttet til forskellige bygninger og initiativer fra hans regeringsperiode. Historikerne ser ham imidlertid typisk som en svag og fraværende kejser, og de fleste af initiativerne ser ud til at være igangsat af andre.

## Opvækst
Theodosius blev ved sin fødsel en del af det Theodosianske dynasti, der på det tidspunkt regerede over det todelte romerske rige. Hans far Arcadius var kejser af det Østromerske rige og farbroderen Honorius var kejser af det Vestromerske rige. Hans mor, Eudoxia, døde i 404, da Theodosius var to-tre år gammel og faderen døde i 408. På det tidspunkt var Theodosius syv år gammel, og han blev officielt kåret som kejser. Som formynder og regent for ham fungerede den prætorianske præfekt Anthemius. Præfekten var en dygtig administrator, der fik systematiseret kornleverancerne fra provinsen Egypten, og på den militære front fik han afvist angreb fra hunneren Uldin. Han udvidede arealet for byen Konstantinopel og i 413 indledte han byggeriet af forsvarsmurene langs den nye bygrænse. De findes endnu som de Theodosianske mure, men det er Anthemius og ikke den dengang 12-årige kejser, der fortjener æren for dem.

## Pulcheria og Athenais
I takt med, at Theodosius voksede op, begyndte det at stå klart, at han havde arvet sin fars ubeslutsomhed og mangel på initiativ. Den unge kejser beskrives som ret charmerende, men hans hu stod mere til jagtudflugter end til fordybelse i imperiets statsanliggender. Søsteren Pulcheria var lige modsat. Hun ønskede magten, og i 414 fik hun sig selv udråbt som kejserinde, og overtog den daglige ledelse af det Østromerske rige. Anthemius fortsatte på mindre betydningsfulde poster og hans efterkommere dukker op senere i rigets historie. Da Pulcheria udnævnte sig selv til regent for sin bror, aflagde hun også et kyskhedsløfte, og det samme gjorde hendes to søstre. Kirkehistorikeren Sozomenos så dette som et tegn på dyb kristentro, men der kan også have været andre årsager. Sozomenos og andre af datidens historikere skrev om hendes modvilje mod præfekten Anthemius. Som regent for Theodosius havde han forsøgt at blive en del af kejserfamilien, idet han havde foreslået ægteskab mellem Pulcheria og en af sine nære slægtninge, der havde den rette alder. Ved at afgive kyskhedsløftet kunne Pulcheria undgå at blive en brik i det dynastiske spil, og hun behøvede ikke at dele regentskabet med nogen.
Pulcheria forsøgte efter bedste evne at gøre Theodosius til en værdig repræsentant for kejserdømmet, og hans oplæring omfattede "...hvordan en kejser skal gå, og sidde på sin hest, alene eller i en procession; hvordan han skal sidde på sin trone, hvordan den kejserlige rustning og klædedragt skal bæres; og hvordan man taler med værdighed. Under ingen omstændigheder må han lade sig påvirke til høj latter ..." Men hendes gode intentioner bar ikke frugt:
| Citat | Han var fra naturens hånd venlig, elskværdig og letpåvirkelig... Han var ikke blot tossegod; han var ligegyldig, og ofte svigtede han de pligter, han havde i sit kejserriges administration. | Citat |
|       | |       |

Theodosius var dog ikke helt blottet for initiativ. I 420 sendte han bud efter Pulcheria, og da de mødtes, erklærede han, at det var på tide, at hun fandt en hustru til ham. Den unge kejser var meget specifik vedrørende sine ønsker:
| Citat | Jeg ønsker, at du skal finde en ung pige til mig, meget, meget attraktiv; den smukkeste, der nogensinde er set i Konstantinopel, af kongelig eller adelig familie. Og hvis hun ikke er vidunderlig smuk, så har jeg ikke brug for hende, uanset hvor værdig, kongelig eller rig hun må være. Men uanset hvem, hendes far var: Hvis hun er jomfru og ualmindelig skøn at skue, så tager jeg hende. | Citat |
|       | |       |

Pulcheria påtog sig opgaven og fandt Athenais, en særdeles smuk og veluddannet ung kvinde fra Athen. Athenais var netop kommet til Konstantinopel, og hun havde henvendt sig til hoffet for at få støtte i en arvestrid mod sine brødre. Hendes skønhed og smukke græske sprog gjorde indtryk på Pulcheria, og hun præsenterede den unge kvinde for Theodosius. Kejseren forelskede sig på stedet, og efter at Athenais var blevet oplært i den kristne tro, blev der planlagt bryllup, som fandt sted 7. juni 421. Athenais blev ved hoffet herefter omtalt som Eudocia, og 2. januar 423 - efter at hun havde født kejserparrets første barn, Eudoxia - blev hun ophøjet til kejserinde. Hendes stjerne var stigende, og Pulcheria måtte se i øjnene, at der var kommet en konkurrent til at påvirke kejserens beslutninger.
Moderne historikere har set med nogen skepsis på beretningen om Pulcherias udvælgelse af Eudocia. Kenneth Holum skriver således, at den unge kvinde snarere var kandidat for et "græsk" parti af adelige og intellektuelle i opposition til Pulcheria. Han argumenterer for, at Eudocias brødre formentlig allerede havde fremtrædende stillinger, da hun blev præsenteret for kejseren, og at Pulcherias rival Anthemius også havde en finger med i spillet. Som effekt af denne fraktions succes anfører Holum blandt andet, at Athemius svigersøn Procopius i 422 blev udnævnt til øverstkommanderende for hæren i øst (Magister militium per Orientem), og at der i 423 blev gennemført en lovgivning, der bekyttede jøder og "hedninge", så længe de "levede fredeligt og ikke foretog sig noget uordentligt eller ulovligt". Den mislykkede offensiv mod perserne i 421 var med til at svække Pulcheria, som havde advokeret for en krig mod Bahram 5., og det blev Procopius, der fik stabiliseret situationen, så der i 422 kunne forhandles en fred, der genetablerede situationen før krigen.
Eudocia og hoffets øverste embedsmand, eunukken Chrysaphius, fik overbevist Theodosius om, at han skulle lytte mindre til sin søster og mere til sin hustru. Resultatet blev, at Pulcheria flyttede fra kejserpaladset og slog sig ned i forstaden Hebdomon, godt 10 km vest for Konstantinopels centrum. Herefter hørte man mest om hende i relation til kirkelige emner og stridigheder - men dem var der til gengæld også en del af. Kejserinde Eudocia fik to døtre og en søn, men sønnen døde som spæd, og kejserriget stod uden arving. I mellemtiden arbejdede Pulcheria videre for at få sin indflydelse tilbage, og det endte med et brud mellem kejseren og hans hustru. Eudocia drog i 443 til Jerusalem, hvor hun blev til sin død i 460.

## Storpolitik i kejser Theodosius regeringstid
I begyndelsen af 400-tallet havde goterne været en stadig urofaktor i østromersk politik. Fra omkring år 400 opstod der en kraftig anti-gotisk stemning i Konstantinopel, og kombineret med det magttomrum, der opstod i det Vestromerske rige, da general Stilicho blev henrettet i 408, kan det have været årsagen til, at de fleste af goterne brød op og søgte vestpå under ledelse af Alarik. I stedet begyndte hunnerne at dukke op, og de nævnes som en væsentlig grund til, at de nye mure omkring Konstantinopel blev gjort ekstra kraftige, samtidigt med, at flådestyrkerne på Donau blev styrket fra 412. Det østromerske rige havde en stærk interesse i at opretholde fredelige forbindelser med hunnerne, og af kilderne fremgår det, at der fra omkring år 430 blev betalt en årlig ydelse på 350 pund guld til hunnerne, i et forsøg på at fastholde freden.
I begyndelsen af 423 kom den vestromerske kejser Honorius halvsøster Galla Placidia til Konstantinopel med sine to børn. Hun var raget uklar med kejseren, men blev godt modtaget af kejserfamilien i øst, der tilhørte samme dynasti. Kejser Honorius døde i august 423 og det satte skub i magtkampen i det vestromerske rige. Vinderen blev førstenotaren Johannes, der blev kåret som kejser 20. november 423. Han var imidlertid uspiselig for hoffet i Konstantinopel. Det østromerske rige gik i gang med at udruste en ekspeditionsstyrke, og da den var samlet i Thessalonika, blev Galla Placidias søn Valentinian 23. oktober 424 udråbt som caesar over det Vestromerske rige , og Galla Placidias rang som augusta blev formelt anerkendt. Hæren drog op gennem Dalmatien og erobrede Salona (ved det nuværende Solin i Kroatien) og Aquileia i Norditalien. I begyndelsen af 425 blev Ravenna erobret, og Johannes blev henrettet i Aquileia i overværelse af Galla og Valentinian. Den 23. oktober 425 blev den seks-årige Valentinian i Rom kåret til kejser (augustus) over det Vestromerske rige. Under opholdet i Konstantinopel var der blevet aftalt et giftermål mellem Valentinian og Thodosius datter Eudoxia, når de engang blev voksne. 
Omkring 438 døde den hunniske konge, og magten gik videre til brødreparret Attila og Bleda. De to nye konger gik straks i gang med at genforhandle den eksisterende aftale med det østromerske rige. Forhandlingerne foregik uden for byen Margus (det nuværende Požarevac i Serbien) i vinteren 439. Den østromerske embedsmand og historiker Priscus, der senere besøgte Attilas hof, fortæller, at hunnerne insisterede på at forhandle siddende på deres heste - alt andet var umandigt. Da romerne ikke ville sidde lavere end hunnerne, måtte de også til hest. Traktaten indebar, at den årlige betaling blev fordoblet til 700 pund guld, at der blev aftalt løsesum for romerske fanger hos hunnerne, at hunnerne fik adgang til visse romerske markeder og at fremtidige flygtninge fra hunnerne skulle sendes retur, hvis de nåede ind på romersk område. Attila og Bleda havde imidlertid fået blod på tanden, og deres timing var oplagt: En stor del af den østromerske felthær var i 440 blevet sendt til Sicilien for at forberede en invasion af Nordafrika, hvor vandalerne havde sat sig fast. En fælles øst- vestromersk invasion skulle erobre de rige provinser tilbage, og der var derfor relativt fri bane på Balkan. Kort efter - Heather tidsfæster det til vinteren 440-441 - opfandt hunnerne en anklage mod biskoppen af Margus. Han blev beskyldt for at have krydset Donau og plyndret en hunnisk høvdingegrav. Den skrækslagne biskop slap ud af klemmen mod til gengæld at åbne byens porte for hunnerne. Efter at have skaffet sig dette støttepunkt på den romerske side af Donau, indledte hunnerne et regulært felttog mod sydøst, langs romernes gamle hærvej gennem Balkan. De erobrede Viminacium (nær nutidens Kostolac i Serbien) og derpå den vigtige by Naissus (Niš) i 442. Normalt var de "barbariske" invasionshære ikke i stand til at erobre store, befæstede byer - bortset fra at sulte dem til underkastelse - men hunnerne havde tilegnet sig viden om belejringsmaskiner, og havde bygget deres egne. Hermed var det lykkedes hunnerne at forrykke den strategiske balance, idet romernes herredømme over landområder i høj grad var baseret på befæstede byer, som kunne modstå ethvert angreb fra omkringboende stammer. Østromerne var nu parate til en genforhandling af traktaten. I 442-443 blev der lavet en ny aftale, hvor den årlige betaling til hunnernes blev sat yderligere op, og fra 443 var der igen fred på Balkan.
I 444 eller 445 døde Bleda under en jagt. De samtidige kilder nævner ikke noget om, at Attila var indblandet i dødsfaldet, men mange senere historikere hælder til denne opfattelse. I det østromerske rige oprustede man i denne periode. Felthæren var kommet tilbage fra Sicilien - uden at have udrettet noget - og i september 443 blev der udsendt en forordning om, at alle fæstningsanlæg skulle repareres og antallet af tropper i garnisionerne skulle bringes op på de aftalte styrkemål. Man vurderede, at Attila havde nok at se til med at fastholde positionen som enehersker efter broderens død, og østromerne følte sig derfor stærke nok til at se stort på de årlige betalinger til hunnerne. Svaret fra Attila kom i 447. Med en stor invasionshær gik han over Donau og de romerske fæstningsbyer faldt én efter én. Ved floden Utus (nu Vit) i det nuværende Bulgarien tørnede hunnerne sammen med den romerske felthær på Balkan og besejrede den. Herefter var vejen åben mod syd til Konstantinopel, og de mellemliggende byer blev næsten alle erobret og plyndret. Endnu en østromersk hær blev slået, ikke langt fra Konstantinopel, men byens mure var trods alt for stor en udfordring for hunnerne, så i stedet indledte de et plyndringstogt sydpå i det nuværende Grækenland. Kejser Theodosius så ingen anden udvej end at bede om fred, og i fredstraktaten gik østromerne med til at betale 6.000 pund guld, som havde været tilbageholdt, samt en årlig udbetaling på 2.100 pund guld.

## Universitet ogCodex Theodosianus
Theodosius har fået æren for Konstantinopels første universitet, men han må nok dele den med Cyrus af Panopolis, der var højtstående embedsmand i byen. Den nye læreanstalt blev i samtiden ikke kaldt universitet, men derimod pandidakterion. Oprettelsen skulle ses som et kristent modstykke til den "hedenske" skole i Athen, der havde modstået alle lukningstrusler. Cyrus var den første bypræfekt i Konstantinopel, der udsendte sine direktiver på græsk i stedet for på latin, og den stigende græske indflydelse i riget kan også noteres ved, at der var 16 græsksprogede lærestole mod 15 latinske. Fagene var blandt andet jura, filosofi og medicin. En af de første store opgaver, den nye læreanstalt gik i gang med - i 429 - var at indsamle alle kendte love fra hele Romerriget. Det drejede sig om love, der var vedtaget siden 313, og juristerne havde store problemer med at forlige en del modstridende lovbestemmelser. Resultatet blev 16 bind med i alt 2.500 love og forordninger. Værket, Codex Theodosianus, blev præsenteret i 438 for senaterne i både Rom og Konstantinopel, og meningen var, at lovene skulle gælde i begge dele af kejserriget. Det kom imidlertid ikke til at holde stik, for de to romerske kejserriger gjorde i praksis ikke noget særligt for at koordinere deres lovgivning. Historikerne er ret enige om, at lovsamlingen var det initiativ, hvor Theodosius har haft størst direkte indflydelse.

## De sidste år
I juli 450 - på en af sine jagtture - faldt kejser Theodosius af sin hest og blev så hårdt kvæstet, at han døde to dage senere. Som tidligere nævnt havde han ingen mandlige arvinger, og hans ugifte søstre var (naturligvis) barnløse, så der var ingen oplagt kandidat til kejsertronen. Pulcheria trådte igen i karakter og overtog magten, og historikerne regner med, at hun påtog sig opgaven med at arrangere de ceremonier, der skulle finde sted i forbindelse med kejserens begravelse. Det kunne imidlertid ikke komme på tale, at en kvinde stod som officiel enehersker i riget, så der var brug for en kejser. Valget faldt på Marcian, der var professionel soldat. Han var født i beskedne kår, men var avanceret til at blive chef for den kejserlige garde og var desuden blevet senator. Marcian måtte love at respektere Pulcherias kyskhedsløfte, og brylluppet blev holdt i august 450. For at lukke munden på kritikere af dette ret uortodokse ægteskabsarrangement, udsendte kirken en erklæring om, at "Kristus selv støttede formælingen, og at den derfor hverken burde udløse chok eller uberettigede mistanker."
Året efter Theodosius død blev der sat et foreløbigt punktum for en langvarig kirkelig tvist om tolkningen af gudsbegrebet. Konstantinopels ærkebiskop, Nestorius, havde siden sin udnævnelse i 428 fundet gehør for et gudsbegreb med to tilstande for den genfødte Kristus, som henholdsvis menneskelig og guddommelig. Det betød efter hans mening, at Jomfru Maria skulle omtales som Christotokos (Den, der bærer (føder) Kristus) og ikke Theotokos (Den, der bærer Gud). Kejser Theodosius støttede i første omgang Nestorius, men ved kirkemødet i Efesus i 431 blev denne tolkning fordømt. Pulcheria havde hele tiden hyldet Theotokos-begrebet, og havde derfor været på kant med Nestorius. Efter kirkemødet fik hun overbevist kejseren, og Nestorius blev afsat fra sit embede og senere forvist til en fjern udkant af riget. Derefter støttede hele kejserfamilien Theotokos-begrebet, hvor Kristus var menneskelig og guddommelig på samme tid. Striden om, hvordan Kristus skulle opfattes, ulmede imidlertid videre. Abbeden Eutyches fra Konstantinopel prædikede, at Kristus udelukkende var guddommelig og denne monofysitisme blev fordømt på et kirkemøde i Chalkedon i 451. Mødet resulterede i en revideret trosbekendelse, der blev basis for den kristne kirke i de følgende århundreder.